# Spider-Man (serie de televisión de 2017)
Marvel's Spider-Man o simplemente Spider-Man (en Latinoamérica Spider-Man de Marvel), es una serie de televisión animada de acción-aventura, de ciencia ficción basada en los cómics de Spider-Man creados por Stan Lee y Steve Ditko. Reemplazo de la serie anterior Ultimate Spider-Man, siendo ahora un reinicio. Se estrenó el 19 de agosto de 2017 en Disney XD.

## Argumento
Un adolescente inteligente llamado Peter Parker es mordido por una araña radiactiva en una excursión de la escuela a Oscorp y esta le dio poderes. Se convierte en un héroe llamado Spider-Man después de la muerte de su tío Ben y deberá adaptarse a este nuevo modo de vida.

## Reparto y personajes

### Personajes principales
- Robbie Daymond - Spider-Man / Peter Parker es el superhéroe de Nueva York Obtuvo sus poderes cuando visito la empresa de Norman y fue mordido por una araña geneticamente Alterada y descubrió sus poderes gracias a los métodos científicos y cuando su tío Ben murió descubrió que un Gran poder conlleva una gran responsabilidad.[3]
- Laura Bailey - Gwen Stacy[3]
- Benjamin Diskin[4] - Flash Thompson
- Nadji Jeter - Miles Morales[3]
- Melanie Minichino  - Anya Corazón[3]
- Max Mittelman - Harry Osborn / Duende Verde[3]
- Fred Tatasciore - Max Modell[3]
- Bob Joles - J. Jonah Jameson es el Editor en Jefe del diario El Clarin y siempre intimida al Hombre Araña en los Medios.
- Felicia Day - Mary Jane Watson[3]

### Villanos
- Ben Proskly - Eddie Brock / Venom
- John DiMaggio - Jackal / Raymond Warren[3]
- Josh Keaton - Norman Osborn es el CEO de Industrias Oscorp y el padre de Harry Osborn.
- Benjamin Diskin[4] - Spencer Smythe
- Jason Spisak - Alistair Smythe, Escorpión
- Matthew Mercer – Rhino / Aleksei Sytsevich
- Scott Menville - Doctor Octopus / Otto Octavius
- Cameron Boyce - Shocker / Herman Schultz
- Grey DeLisle - Gata Negra / Felicia Hardy
- Jim Cummings – Hammerhead
- Sofia Carson – Chica de Arena / Keemia Marko la hija del Hombre de Arena
- Travis Willingham – Hombre de Arena / Flint Marko
- Alastair Duncan - Buitre / Adrian Toomes
- Aaron Abrams - Tinkerer / Phineas Mason
- April Stewart - Silver Sable
- Kari Wahlgren - Lady Octopus / Carolyn Trainer
- Booboo Stewart - Jack O'Lantern
- Ryan Blaney - Overdrive
- Teala Dunn - Panda Mania
- Zack Shada - Hippo
- Crispin Freeman - Mancha, Mysterio
- Nolan North - Silvermane
- Nathaniel J. Potvin - Merodeador
- Daisy Lightfoot - Electro
- Patton Oswalt - Camaleón
- Fred Tatasciore - Escarabajo
- Alex Désert  Enjambre / Jefferson Davis

### Otros personajes
- Nancy Linari - Tía May Parker[3]
- Patton Oswalt - Tío Ben Parker[3]
- Natalie Lander - Liz Allan
- Zeno Robinson - Randy Robertson
- Ernie Hudson - Robbie Robertson
- Steven Blum[4] - Bonesaw McGee
- Joe Quesada - Joe[3]

- Josh Keaton - Araña de Acero / Oliver Osnick

## Equipo
- Kevin Shinick - Editor de la historia[5]
- Philip Pignotti - Director Supervisor[5]

## Producción
En octubre de 2016, la serie fue anunciada por Cort Lane, vicepresidente de Marvel Animation, como reemplazo de la serie predecesora, Ultimate Spider-Man, que finalizó a principios de enero de 2017. Se estrenó el 19 de agosto de 2017 en Disney XD.
El 24 de julio de 2017, los cortometrajes animados de la serie comenzarán a emitirse diariamente en Disney XD y su canal de YouTube por un total de seis episodios. La serie regular estrenará el 19 de agosto.

## Episodios
| Temporada | Temporada | Episodios | Estados Unidos       | Estados Unidos          | Latinoamérica         | Latinoamérica            |
| Temporada | Temporada | Episodios | Primera emisión      | Última emisión          | Primera emisión       | Última emisión           |
| --------- | --------- | --------- | -------------------- | ----------------------- | --------------------- | ------------------------ |
|           | Cortos    | 6         | 24 de julio de 2017  | 29 de julio de 2017     | 4 de agosto de 2017   | 7 de septiembre de 2017  |
|           | 1         | 25        | 19 de agosto de 2017 | 9 de septiembre de 2017 | 18 de febrero de 2018 | 15 de septiembre de 2018 |
|           | 2         | 26        | 18 de junio de 2018  | 1 de diciembre de 2019  | 5 de enero de 2019    | 13 de febrero de 2020    |
|           | 3         | 6 (12)    | 19 de abril de 2020  | 25 de octubre de 2020   | 4 de julio de 2020    | 3 de julio de 2021       |